# Río Sarthe
El río Sarthe es un importante río del noroeste de Francia, que da lugar, al confluir con el Mayenne, al nacimiento del río Maine, afluente del río Loira.
Nace en Saint-Aquilin-de-Corbion (Orne), a 252 m s. n. m. La longitud de su curso es de 313 km y su cuenca se extiende por 16 374 km², de los que 8 270 pertenecen a la de su principal tributario, el Loir.
El Sarthe pasa por Alençon y Le Mans, desembocando cerca de la ciudad de Angers.
- Datos: Q736600
- Multimedia: Sarthe River / Q736600